# Before You Go
Before You Go è un singolo del cantante britannico Lewis Capaldi, pubblicato il 19 novembre 2019 come primo estratto dalla ristampa del primo album in studio Divinely Uninspired to a Hellish Extent.

## Video musicale
Il videoclip della canzone, diretto da Kyle Thrash e rilasciato il 24 gennaio 2020, mostra in successione ricordi e momenti felici di un giovane gruppo di amici, che essi rimembrano mentre rendono omaggio a una ragazza ex membro del gruppo (interpretata dall'attrice Sasha Lane), il cui suicidio ha scioccato tutti i ragazzi. Alla trama si alternano scene del cantante Lewis Capaldi che canta e suona la chitarra, come si scoprirà alla fine, al funerale della povera ragazza.

## Successo commerciale
In Italia il brano è stato il 91º più trasmesso dalle radio nel 2020.

## Classifiche

### Classifiche settimanali
| Classifica (2019-21) | Posizione massima |
| -------------------- | ----------------- |
| Australia            | 7                 |
| Austria              | 20                |
| Belgio (Fiandre)     | 2                 |
| Belgio (Vallonia)    | 4                 |
| Canada               | 16                |
| Croazia              | 6                 |
| Danimarca            | 17                |
| Estonia              | 36                |
| Francia              | 49                |
| Germania             | 42                |
| Grecia               | 28                |
| Irlanda              | 1                 |
| Islanda              | 11                |
| Italia               | 17                |
| Lettonia             | 49                |
| Lituania             | 29                |
| Malaysia             | 6                 |
| Norvegia             | 9                 |
| Nuova Zelanda        | 9                 |
| Paesi Bassi          | 8                 |
| Polonia              | 7                 |
| Portogallo           | 41                |
| Regno Unito          | 1                 |
| Repubblica Ceca      | 21                |
| Romania              | 7                 |
| Singapore            | 5                 |
| Slovacchia           | 34                |
| Slovenia             | 7                 |
| Spagna               | 78                |
| Stati Uniti          | 9                 |
| Svezia               | 23                |
| Svizzera             | 5                 |
| Ungheria             | 36                |

### Classifiche di fine anno
| Classifica (2020) | Posizione |
| ----------------- | --------- |
| Australia         | 8         |
| Austria           | 42        |
| Belgio (Fiandre)  | 3         |
| Belgio (Vallonia) | 6         |
| Canada            | 15        |
| Croazia           | 24        |
| Danimarca         | 16        |
| Francia           | 89        |
| Germania          | 88        |
| Irlanda           | 7         |
| Islanda           | 16        |
| Italia            | 60        |
| Malaysia          | 2         |
| Norvegia          | 13        |
| Nuova Zelanda     | 13        |
| Paesi Bassi       | 7         |
| Polonia           | 23        |
| Portogallo        | 46        |
| Regno Unito       | 4         |
| Romania           | 33        |
| Singapore         | 5         |
| Slovenia          | 17        |
| Stati Uniti       | 21        |
| Svezia            | 25        |
| Svizzera          | 11        |
| Classifica (2021) | Posizione |
| Australia         | 71        |
| Danimarca         | 97        |
| Portogallo        | 105       |
| Regno Unito       | 74        |